# Bahrain Financial Harbour
Il Bahrain Financial Harbour, abbreviato in BFH, è un grande complesso commerciale e residenziale situato a Manama, la capitale del Bahrein.

## Descrizione
Il complesso è situato accanto alla King Faisal Highway, vicino ad altri grattacieli come il Bahrain World Trade Center, l'Abraj Al Lulu, e la National Bank of Bahrain. La maggior parte del complesso è costruita su terreni bonificati.
Il BFH è costituito da:
- Bahrain Performance Center
- Commercial East
- Commercial West
- Diamond Tower
- Dhow Harbour
- Financial Center
- Harbour Row
- Hotel
- Residential North
- Residential South

Le due più alte torri del complesso, chiamate Financial Harbour Towers, sono attualmente le due torri più alte del Bahrein, con un'altezza di 260 metri e con 54 piani.

## Galleria d'immagini

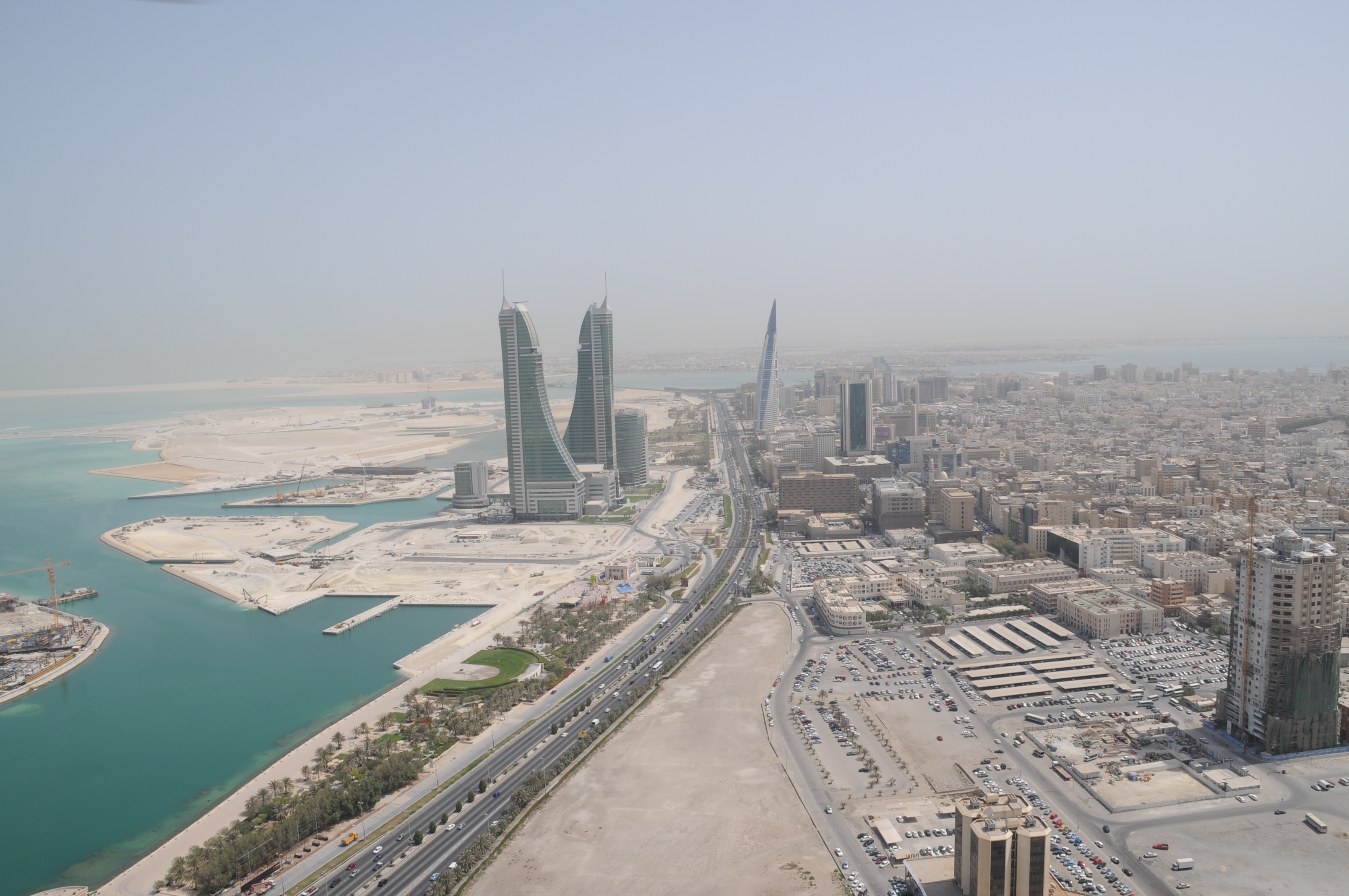
La King Faisal Highway dove sono edificati il Bahrain World Trade Center e il Bahrain Financial Harbour.